# نوریکو هیگاشیده
نوریکو هیگاشیده (انگلیسی: Noriko Higashide؛ زادهٔ ۲۲ ژوئیهٔ ۱۹۶۳) بازیگر اهل ژاپن است.